# نالميفين
Nalmefene (الاسم التجاري Selincro)، في الأصل المعروف باسم  nalmetrene ، هن الأدوية المضادة لفعل المركبات الأفيونية، دواء نالميفن (nalmefene) والذي يمتلك فترة نصف عمر أكبر من نالتركسون (حوالي 8 – 12 ساعة)، ويرتبط بدرجة عالية ببروتينات الدم مقارنة بدواء نالتركسون. تم تطويره في وقت مبكر 1970 م  يستخدم في المقام الأول في معالجة إدمان الكحول. كما تم التحقيق في امكانيته علاج بعض أشكال الإدمان الأخرى مثل القمار المرضي فهو دواء جديد يساعد على التخلص من إدمان الكحول دون الاعراض الجانبية. كشفت الفحوصات أن الأشخاص الذين استعانوا بدواء «نالميفين» " Nalmefene" بالإضافة إلى الجلسات العلاجية استطاعوا تخفيض كميات شربهم لكحول إلى النصف.

## علاج الجرعات المفرطه من المواد الأفيونية
الجرعات الوريدية من نالميفن Nalmefene ما بين 0.5 ـــ 1 مليغرام قد ثبت فعاليتها في التصدي للاكتئاب التنفسي الذي تنتجه الجرعات المفرطه الأفيونية،

## علاج الإدمان الكحولي
ترك شرب الكحول من الاشياء الصعبة لان هنالك اعراض انسحابية لابد من وضع أهداف لعلاج الإدمان الكحولي على النحوالتالي:
1 - أهداف العلاج: تتمثل في نقطتين أساسيتين، هما:
- أ - الامتناع الكلي عن تناول المشروبات الكحولية والسيطرة على الأعراض الانسحابية.
- ب - الخطوة الثانية وهي المهمة في العلاج، هي محاولة تثبيت التحسّن الذي يحصل لدى المدمن ومنع حدوث انتكاسات أخرى بعد خروجه من مكان المعالجة.

### طرق السيطرة والعلاج للأعراض الانسحابية
ان محاولة التغلب على ترك شرب الكحول مع محاولة السيطرة على أعراض الانسحاب تحتاج إلى وضع برنامج مدروس يراعي كافة جوانب المريض ويحفز انتباهه بمشكلته عن طريق تبصيره وتوعيته بأن الاستمرار بشرب الكحول له تأثير مدمّر على صحته البدنية والنفسية والاجتماعية. ومن النقاط المهمة الواجب الانتباه اليها في هذه المرحلة هي:
1. الوضع المحيط بالمريض: وهذا الجانب له أهميته من ناحية توفير الهدوء والرعاية المناسبة.
2. الغذاء: ذكرنا أن من مشاكل شرب الكحول هو فقدالعديد من العناصر الغذائية المهمة من فيتامينات وأملاح، لذلك يجب تزويد هم بوجبات غذائية متوازنة يوميا وبمعدل 3 - 5 وجبات يوميا. وفي بعض الحالات التي فيها نقص شديد من سوائل الجسم يعطى المريض سوائل مغذية بالوريد، ويعطى الفيتامينات وخصوصا مجموعة (ب)المركّبة في العضل أو بالوريد أو عن طريق الفم لحين تعويض النقص.
3. اعطاء المريض بعض الأدوية البسيطة كمسكنات الألم وخافضات الحرارة وموقفات الاسهال أو الملينة أو مضادات الحموضة، وذلك حسب حاجة المريض لها.
4. اعطاء الأدوية المهدئة وخصوصا تلك التي تنتمي إلى مجموعة البنزوديازيبين (benzodiazepines) بسبب قلة أضرارها وطول مفعولها وكونها مضادة للأرق ومفيدة في منع حدوث التشنجات. من أمثلة هذه المجموعة، دواء ديازيبام (diazepam)، ودواء نايترازيبام (nitrazepam)، وكلورديازوبوكسايد (chlordiazopoxide)، وغيرها.[6]

في التجارب السريرية لاستخدام هذا الدواءكانت الجرعات المستخدمة لعلاج إدمان الكحول في حدود 20-80 على & nbsp؛ ملغ يوميا، عن طريق الفم.
تتم معالجة الأضرار الحاصلة من الكحول أثناءالفحص السريري حسب نوعها، فاذا كانت تسمما كحوليا فيجب احالتها إلى الإسعاف الفوري في أقسام الطوارئ. أما التشمع الكبدي أو قرحة الجهاز الهضمي، فتتم المعالجة في الأقسام الباطنية في المستشفى. وفي حالة وجود الأمراض النفسية مثل الكآبة أو الفصام أو القلق النفسي، فالأولى الذهاب إلى الأقسام النفسية.
وكانت الجرعات التي تم اختبارها لعلاج القمار المرضي بين 25-100 على & nbsp؛ ملغ يوميا. و 
الخطوة الثانية من العلاج: إدامة الامتناع عن تعاطي الكحول.
بعد علاج الأعراض الحادّة والشديدة للإدمان الكحولي، تأتي المرحلة المهمة وهي كيفية ادامة الامتناع عن تعاطي الكحول، وهذه مشكلة كبيرة وهي بصورة عامة المشكلة الأهم في العلاج على المدى البعيد وتحتاج إلى استعمال كلالوسائل المتاحة للعلاج، ذلك أن علاج الإدمان على الكحول من الأمور الصعبة بسبب معاودة معظم المدمنين لعادة الإدمان. وهذا أمر منتظر في حالة عودتهم إلى نفس الظروف والبيئة التي ساعدت على قيام الإدمان. ولما كان الإدمان في الاساس يأتي عن الحاجة النفسية لدفع شعور القلق أو الفراغ أو الفشل، فان هذه الحاجة النفسية قد تبرز بشكل أوضح وأشد عند ايقاف الشرب، الا إذا كان بالإمكان تلافيها بالعلاج الصحيح.
قد يكون العلاج مثل تغيير العمل في حالة كون المدمن يعمل، أو تغيير وضعه الاجتماعي، ان الابتعاد عن الاصدقاء المدمنين مهم جدا لان الرغبة القاهرة واللهفة للشرب (craving) هي دافع نفسي بحت يمكن أن يتأثر بالمؤثرات الخارجية كالأصدقاء المدمنين في حفلة فيها شرب للكحول.